# Wiederaufarbeitungsanlage La Hague
Koordinaten: 49° 40′ 42″ N, 1° 52′ 46″ W

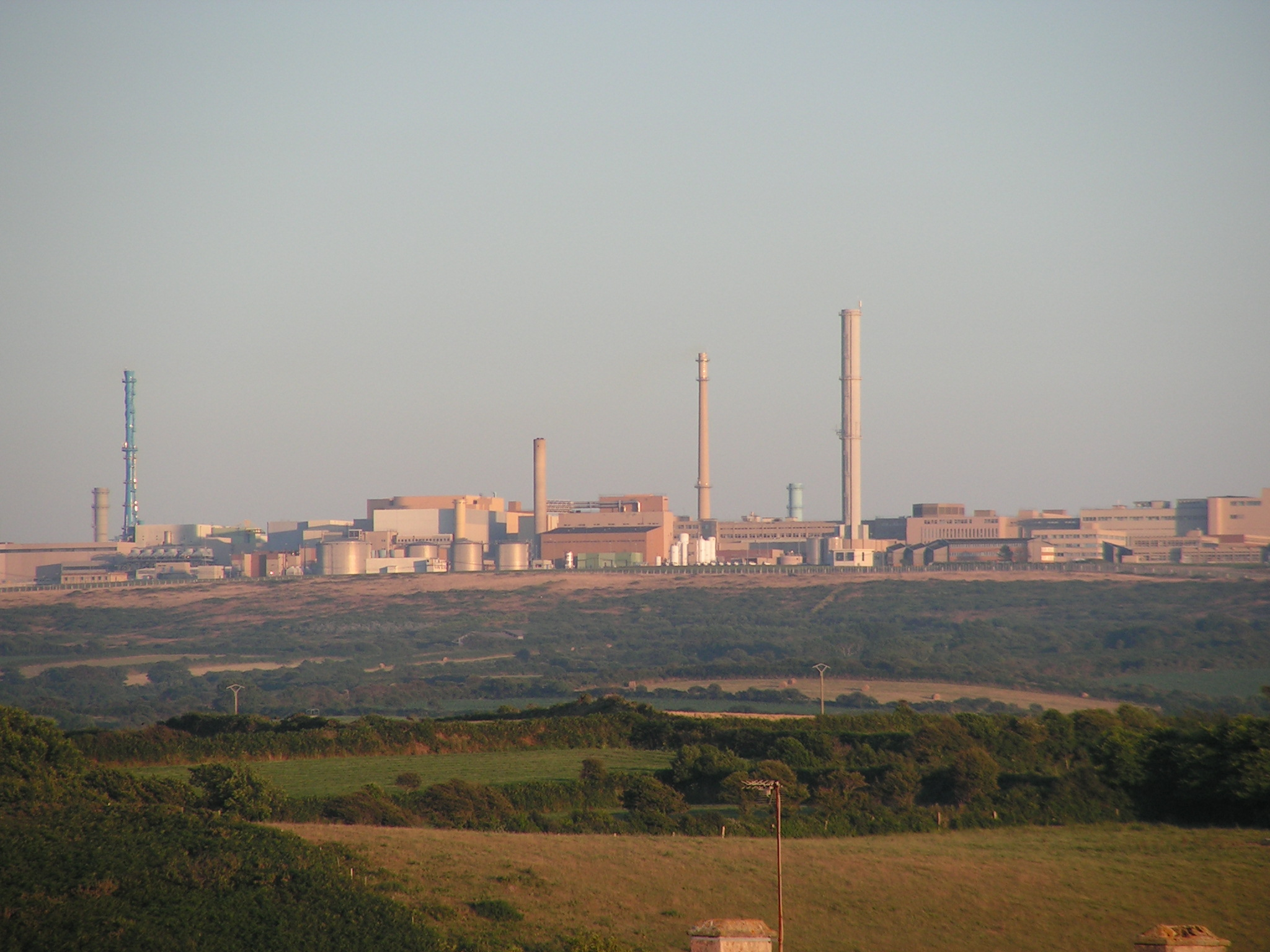
WAA La Hague (2005)

Die Wiederaufarbeitungsanlage La Hague (französisch Usine de Retraitement de La Hague) ist ein Industriekomplex der Orano-Gruppe im Gebiet La Hague. Der etwa 2,5 Kilometer lange und etwa einen Kilometer breite Komplex erstreckt sich über das Gebiet der fünf Communes déléguées Beaumont-Hague, Herqueville, Jobourg, Omonville-la-Petite und Digulleville in der Commune nouvelle La Hague.
Der Hauptzweck der Wiederaufarbeitungsanlage (WAA) ist die Trennung von Bestandteilen aus abgebranntem Kernbrennstoff. Dieser enthält etwa 96 % Uran, 1 % Plutonium und 3 % Spaltprodukte.

## Anlagen

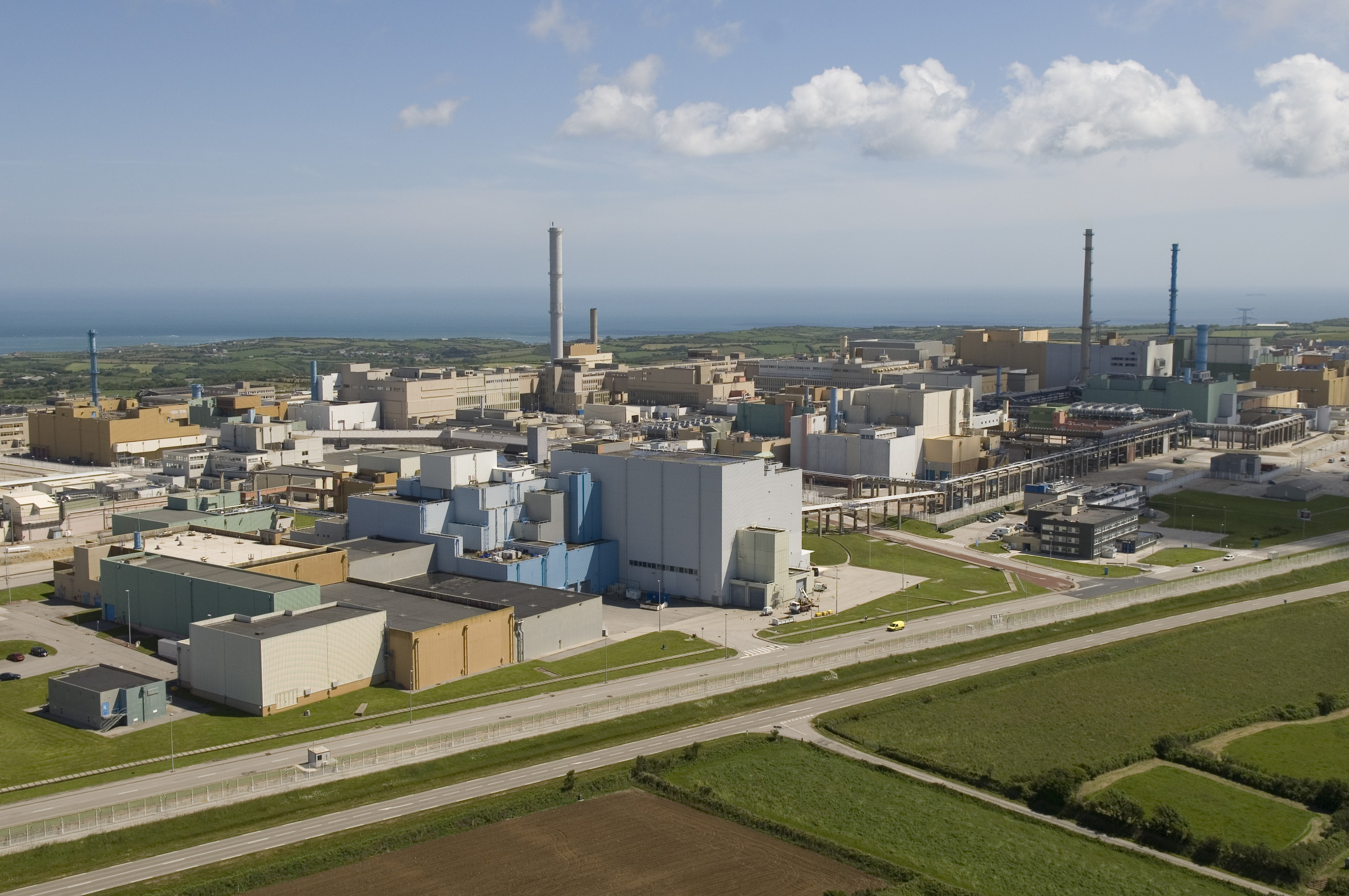
WAA La Hague (2008)

Es sind zwei Wiederaufarbeitungsanlagen (UP2-800 und UP3) am Standort La Hague in Betrieb (Stand 2023). Sie sind speziell für die Wiederaufarbeitung von oxidischem Brennstoff aus Leichtwasserreaktoren ausgelegt.
Hinweis: Die Liste beschränkt sich nur auf die Hauptanlagen. Jede der Anlagen besteht aus einer Vielzahl weiterer Anlagen, Pools, Silos, usw.
- Die Anlage UP2-400 (1966–2004)[3]
- Die Anlage UP2-800 ist für den französischen Bedarf (ab ca. 2004[4]),
- Die Anlage UP3-A für die Wiederaufarbeitung ausländischer, oxidischer Brennelemente für Leichtwasserreaktoren, vorgesehen.[5][6]

Dazu kommen die Vitrifikationsanlagen R7 und T7. Die Anlage UP1 ist am Standort Marcoule.

### Vorgaben
Die Verarbeitungskapazitäten beider Anlagen ist seit dem Jahr 2003 auf total 1.700 Tonnen pro Jahr beschränkt.

## Kennzahlen
Laut eigenen Angaben von Orano über la Hague (Stand 2023):

### Betrieb
- In Betrieb seit 55 Jahren
- 4.000 Orano-Mitarbeiter und 1.000 Dienstleister
- Standortfläche: 740 Hektar
- 1.213 Tonnen Altbrennstoff (2019)
- Über 36.000[11][12] Tonnen Brennstoff wurden seit 1976 wiederaufgearbeitet (davon 5.393 t aus Deutschland, siehe weiter unten)
- Kunden sind u. a.: Deutschland, Japan, Schweiz, Belgien, Niederlande und Italien

### Sicherheit
- Die Auswirkungen des Standorts liegen unter 0,02 mSv pro Jahr und damit deutlich unter dem nationalen Grenzwert von 1 mSv pro Jahr
- 20.000 Proben und 52.000 Analysen im Jahr 2019
- Über 500 Personen zum Schutz der Anlage

## Geschichte
Mit der Entscheidung Frankreichs zur Zeit von Präsident de Gaulle, Atommacht zu werden, musste man Methoden zur Herstellung von Plutonium entwickeln. Dafür baute das Commissariat à l'énergie atomique (CEA) 1958 die Anlage Marcoule, sowie etwas später eine zweite, um Ausfälle ausgleichen zu können.
Am 10. August 1961 erschien ein Beschluss, der die Notwendigkeit zur Errichtung einer Wiederaufbereitungsanlage für abgebrannte Kernbrennstoffe zur Gewinnung von Plutonium aufzeigte. Die Arbeiten begannen 1962 auf der Ebene von Haut-Marais. Um die Brennelemente der für die französische Elektrizitätsgesellschaft Électricité de France (EdF) gebauten Druckwasserreaktoren zu verarbeiten, wurde eine Anlage für hochaktives Uranoxid (UP2-400) gebaut. 1966 nahm die Wiederaufbereitungsanlage mit dem Eintreffen der ersten Ladung von abgebrannten Brennelementen aus dem Kernkraftwerk Chinon ihren Betrieb auf.
1969 kursierte nach dem Kurswechsel in der Atompolitik unter Georges Pompidou das Gerücht, man würde die Anlage schließen, da sie aufgrund des zukünftig ausreichenden Bestandes an Plutonium nutzlos für das Militär geworden sei. Mit der Entlassung von 350 Angestellten wurde die Zahl der Arbeiter um ein Drittel reduziert, gleichzeitig war der Einfluss des Militärs damit beendet.
Seither dient die Anlage zur Verarbeitung von zivilen abgebrannten Kernbrennelementen, insbesondere seit der Wahl von Valéry Giscard d’Estaing, der nach der ersten Ölkrise (ab Herbst 1973) der Kernenergie besondere Bedeutung beimaß.
1976 überließ das CEA die Anlage einer neuen staatlichen Firma, der Cogema (später Areva, dann Orano), die zukünftig eine Anlage zur Behandlung von radioaktiven Abfällen betrieb mit dem Ziel der Wiederaufarbeitung von französischem und ausländischem Brennmaterial.
Eine staatliche Verordnung von 1980 erlaubte die Erweiterung der Anlage um einen neuen Sektor, welcher 1990 seinen Betrieb aufnahm.
Der 2023 gegründete Conseil de politique nucléaire bestätigte im März 2024 umfassende Investitionen zur Verlängerung der Lebensdauer der Anlage bis mindestens 2100. Bereits seit 2020 plant die EdF den Bau eines neuen Abklingbeckens zur Erweiterung der Lagerkapazitäten, dessen Fertigstellung bis 2034 angestrebt wird. Zudem sind der Bau einer neuen Wiederaufarbeitungsanlage (geplante Betriebsaufnahme zwischen 2045 und 2050) sowie einer neuen MOX-Brennelementfertigungsanlage vorgesehen. Die geschätzten Investitionskosten belaufen sich auf insgesamt 25 bis 37 Milliarden Euro.

## Funktion und Betrieb

### Brennstoffbehandlung
Im Rahmen der Wiederaufarbeitung werden die Brennelemente aus Kernkraftwerken zunächst in Abklingbecken gelagert, um ihre Nachzerfallswärme abzugeben. Anschließend werden die Brennelemente in einem Schredder zerlegt, sodass der Brennstoff von den Strukturteilen getrennt werden kann. In einem mehrstufigen Wiederaufarbeitungsprozess wird der Brennstoff dann mit Salpetersäure aufgelöst, um die wiederverwertbaren Anteile zu extrahieren. Der Brennstoff eines ausgedienten Brennelements besteht nur zu etwa vier Prozent aus radioaktivem Abfall, während die restlichen 96 Prozent weiterhin als Kernbrennstoff genutzt werden können. Die bei der Wiederaufarbeitung zurückbleibenden hochradioaktiven Spaltprodukte werden verglast und in Kokillen verpackt. Auch die durch Neutronenstrahlung aktivierten Strukturteile der Brennelemente werden verpresst und in Kokillen verpackt, um als mittelradioaktive Abfälle entsorgt zu werden.

### Brennstofflagerung und Transport
Die Weiterbehandlung der Abfälle hängt von ihrer Herkunft ab: Alle konditionierten radioaktiven Abfälle aus der Wiederaufarbeitung ausländischer Brennelemente werden nach einer vorübergehenden Zwischenlagerung in das Herkunftsland zurück geliefert. Schwach- und mittelradioaktive kurzlebige Festabfälle französischer Herkunft werden im Centre de l’Aube endgelagert. Abfälle, die dafür nicht geeignet sind (insbesondere der verglaste hochradioaktive Abfall – HAW), werden am Standort La Hague zwischengelagert, bis ein entsprechendes Endlager zur Verfügung steht.

### Kennzahlen Wiederaufarbeitung (Auswahl)
2014 wurden in La Hague rund 1200 Tonnen abgebrannter Brennelemente wiederaufgearbeitet. Das ist ungefähr die gleiche Menge wie im Jahr 1996.
2016 wurden 1118 Tonnen Brennstäbe verarbeitet. Davon kamen 1000 Tonnen aus Kraftwerken aus Frankreich.
Deutsche Energieversorgungsunternehmen haben bis 2005 ihre ausgedienten Brennelemente in La Hague aufbereiten lassen. Es wurden rund 5.393 Tonnen radioaktives Schwermetall (Kernbrennstoff) geliefert und weitere 851 Tonnen nach Sellafield.
Insgesamt wurden seit 1976 über 36.000 Tonnen Brennstoff wiederaufgearbeitet.

## Auswirkungen auf die Umwelt

### Emissionen
Die Wiederaufarbeitungsanlage La Hague setzt bei der Aufbereitung abgebrannter Brennelemente sowohl radioaktive als auch chemische Stoffe in die Umgebung frei. Diese Emissionen erfolgen hauptsächlich über flüssige und gasförmige Ableitungen. Dabei werden Radionuklide wie Krypton-85, Tritium, Kohlenstoff-14 und Chlor-36 in die Atmosphäre abgegeben. Die Freisetzung von Krypton-85 ist besonders relevant, da es als Edelgas nicht in Filtern zurückgehalten werden kann. Die Anlage leitet flüssige Abfälle in den Ärmelkanal ab, nachdem sie durch verschiedene Aufbereitungsverfahren gereinigt wurden. Dazu gehören Fällung, Filtration und Verdampfung, um die Konzentration von Radionukliden zu reduzieren. Dennoch gelangen Spuren von Radionukliden wie Tritium, Kohlenstoff-14 und Iod-129 in die Umwelt.
1997 entfernten Taucher des Betreiberunternehmens Cogema angeblich von Greenpeace installierte Messgeräte. Greenpeace stellte daraufhin Anzeige wegen Diebstahls. Umweltministerin Dominique Voynet kritisierte die Entfernung der Geräte und betonte, es sei nicht ungewöhnlich, dass eine unabhängige Organisation wie Greenpeace ihre Überwachungsfunktion wahrnimmt. Die Zeitung Le Monde verurteilte Cogemas Vorgehen scharf und zog Parallelen zum Anschlag des französischen Geheimdienstes auf die Rainbow Warrior im Jahr 1985. Laut Greenpeace überschreiten die radioaktiven Ablagerungen am Abflussrohr der Anlage europäische Grenzwerte. Das Gesundheitsministerium zeigte sich überrascht, dass offizielle Kontrollen diese Werte nicht festgestellt hatten. Die zuständige Sachverständigenorganisation OPRI räumte ein, nur an Stränden gemessen zu haben. Bereits Anfang 1997 hatte CRIIRAD, eine unabhängige Nuklearüberwachungsorganisation, Dosisleistungen von 300 Mikrosievert pro Stunde am Rohr gemessen. Eine Person, die sich vier Stunden lang in der Nähe des Rohrs aufhielt, hätte eine Radioaktivitätsdosis erhalten, die die jährliche Höchstdosis übersteigt.
Anhand von Messungen im Zeitraum von 1998 bis 2017 wurden Radionuklide in Braunalgen (Fucus serratus) sowie in Weichtieren untersucht, um die langfristige Entwicklung der Radioaktivitätswerte zu analysieren. Die Ergebnisse zeigen, dass die Umweltbelastung durch radioaktive Stoffe insgesamt rückläufig ist, was mit der kontinuierlichen Reduktion der Emissionen seit den 1990er-Jahren übereinstimmt. Während einige Radionuklide (z. B. Tritium, Kohlenstoff-14 und Iod-129) noch in messbaren Mengen nachweisbar sind, liegen die Werte für Gammastrahler wie Cäsium-137 meist unter den Nachweisgrenzen.

### Krebserkrankungen in der Umgebung
Mehrere epidemiologische Studien haben die Häufigkeit von Krebserkrankungen, insbesondere Leukämie, in der Umgebung der französischen Wiederaufarbeitungsanlage La Hague untersucht. Erste Untersuchungen ergaben keine Hinweise auf eine erhöhte Leukämiesterblichkeit bei Kindern und jungen Erwachsenen im Vergleich zu Kontrollregionen. Eine Studie von 1993 zur Leukämieinzidenz bei Personen bis 24 Jahre zeigte zunächst keine Abweichung von den erwarteten Erkrankungsraten. Eine spätere Analyse derselben Forschergruppe (1995) wies jedoch auf eine mögliche Erhöhung des Leukämierisikos innerhalb eines 10-km-Radius hin, wobei die Fallzahl zu gering für eine statistisch signifikante Aussage war. Eine ökologische Folgestudie aus dem Jahr 2001 ergab, dass die Leukämierate bei Kindern im Alter von 5 bis 9 Jahren innerhalb dieses Radius höher war als statistisch erwartet. Besondere Aufmerksamkeit erregte 1997 eine Fall-Kontroll-Studie, die eine dreifach erhöhte Leukämierate mit häufigem Aufenthalt an lokalen Stränden sowie dem Verzehr von Fisch und Meeresfrüchten in Verbindung brachte. Allerdings wurden methodische Schwächen wie mögliche Erinnerungsverzerrungen und Auswahlfehler diskutiert. Zur Klärung dieser Fragestellungen beauftragte die französische Regierung weitere Untersuchungen. Diese Studien fanden keine Hinweise auf ein durch radioaktive Emissionen verursachtes erhöhtes Leukämierisiko. Spätere großangelegte Untersuchungen konnten ebenfalls keine statistisch signifikante Erhöhung der Leukämiefälle in der Umgebung von La Hague oder anderen französischen Nuklearstandorten nachweisen.

## Kritik

### Transporte nach Russland
Nach Recherchen des Fernsehsenders arte und der französischen Zeitung Libération wurden allerdings seit Mitte der neunziger Jahre jährlich 108 Tonnen abgereichertes Uran im Auftrag der Électricité de France in die russische Kernenergieanlage Sewersk transportiert. Nur 20 Prozent des Materials werden demnach von dort zur Wiederverwendung nach Frankreich zurück geliefert, wie die Dokumentation Albtraum Atommüll enthüllte.

### Wartung und Betrieb
Die französische Wochenzeitung Le Canard enchaîné  berichtete von einem scharfen Brief der Behörde für die atomare Sicherheit (ASN). Es wird auf ernsthafte Explosionsrisiken bei der Reinigung von Plutonium hingewiesen. So entsteht bei der Reinigung Wasserstoff, durch den die Gefahr der Bildung eines hochexplosiven Knallgasgemisches besteht. In der Anlage seien die Wasserstoffdetektoren ungenügend gewartet, die Ausbildung erfolge wegen Personalmangels „auf die Schnelle“. Bei einer Unfallsimulation durch die ASN war die Reaktionszeit ungenügend. Von Gewerkschaftskreisen wurde schon zuvor mehrfach beanstandet, dass das Sicherheitsprozedere nicht eingehalten wird.

### Studie von WISE im Jahr 2001
In dem Jahr 2001 wurde durch die Anti-Atom-Bewegung Organisation WISE bzw. WISE-Paris unter Leitung Mycle Schneider dem Europäischen Parlament, genauer dem Scientific and Technological Options Assessment (STOA), die Studie mit dem Titel Possible Toxic Effects From The Nuclear Reprocessing Plants At Sellafield (Uk) And Cap De La Hague (France) vorgelegt. Die Studie bezieht sich auf eine Petition 393/95 von Dr. W. Nachtwey und weiteren Personen. Die Studie enthält Details zu den beiden Wiederaufarbeitungsanlagen und zählt einige Probleme auf. Im Anhang der Studie befinden sich zwei Expertenmeinungen zu der Studie, den Inhalten und gemachten Aussagen.

### Fachartikel
- B. Guillemard: Spent fuel management in France. France 1984 (iaea.org).
- D. Gerster: Spent fuel management in France: Current status and prospects. International Atomic Energy Agency (IAEA) 1994 (iaea.org).
- F Decamps, L Dujacquier: Overview of European practices and facilities for waste management and disposal. In: Nuclear Engineering and Design. Band 176, Nr. 1–2, November 1997, S. 1–7, doi:10.1016/S0029-5493(96)01335-0 (englisch).
- IAEA: Evolution of Spent Fuel Reprocessing In France Annex IV (= IAEA Nuclear Energy Series). IAEA, International Atomic Energy Agency (IAEA) 2019, ISBN 978-92-0-102818-1 (iaea.org – Originaltitel: Waste from Innovative  Types of Reactors and  Fuel Cycles – A Preliminary Study. Siehe Annex IV).